# Drudkh
Drudkh es un grupo de black metal, originario de la ciudad de Járkov, Ucrania. Está compuesto por los músicos Roman Saenko (líder, guitarra, bajo y voz), Roman Blagih (alias Thurios) (voz y teclista) y Yuriy Amorth Sinitsky (alias Amorth) (batería). Según los miembros del grupo,[cita requerida] el término drudkh (que ellos pronuncian druj) significaría ‘árbol’ en sánscrito.
Roman Saenko también es líder y vocalista del grupo Hate Forest, que alcanza cierto renombre en la escena black metal, lleva en solitario un proyecto de música dark ambient con el nombre Dark Ages y fundó en 2007 un nuevo grupo liderado por él mismo, llamado Blood of Kingu, título de una canción del disco De Profundis (1995) del grupo polaco de death metal Vader. Thurios formó también parte de Hate Forest, y es líder del grupo de black metal Astrofaes. Por último, Yuriy Sinitsky es o ha sido también baterista de varios grupos de la escena black metal ucraniana, como Definition Sane, Astrofaes, o Lucifugum.

## Estilo musical
La música de Drudkh se caracteriza por la densidad atmosférica de sus composiciones y la temática romántica y naturalista de sus letras, inspirada en la mitología eslava, las estaciones del año y sobre todo la majestuosidad y el misterio de los bosques. Como ocurre en muchos otros grupos del subgénero conocido como metal pagano, las composiciones están fuertemente influenciadas por la música folk nacional, hasta el punto de que se podría decir que son una reproducción del folclore tradicional expresado a través del lenguaje y los instrumentos propios del black metal. Este fenómeno es especialmente productivo en Europa del este, siendo Graveland, Temnozor o Nokturnal Mortum algunos de sus principales exponentes actuales.

## Temas musicales
Por otra parte, la robustez y extensión de los temas así como el minimalismo de la instrumentación son claros deudores del estilo de Burzum, adoptado y modificado con bastante creatividad. Las letras de Drudkh están inspiradas en la poesía ucraniana de los siglos XIX y XX, en especial en la obra de Taras Shevchenko, el poeta nacional por excelencia. En uno de sus últimos discos, Krov u nashykh Krynytsyakh (sangre en nuestros pozos), las letras son en realidad varios poemas de célebres autores ucranianos, entre ellos Shevchenko, musicalizados por el grupo.

## Controversia política
Por su estrecha relación con el resto de grupos de la escena underground ucraniana, mucha gente cree que Drudkh pertenece al autoproclamado movimiento del black metal nacional-socialista (NSBM, por sus siglas en inglés), dato que lo convierte en objeto de controversia. Entre otras cosas debido a que las ediciones en casete de sus trabajos han sido publicadas por el sello Oriana Productions, gestionado por un miembro del grupo Nokturnal Mortum, de reconocía ideología neonazi, y en una de las camisetas oficiales del grupo figura en inglés la consigna «Arte para la élite intelectual blanca». De todos modos la presunta conexión con el nazismo ha sido desmentida por el propio Roman Saenko a través del perfil oficial de la banda en MySpace mediante la siguiente declaración oficial: "A lo largo de toda su historia, la banda ha seguido una política de no hacer fotos, no conceder entrevistas, no tener página web y de no dar conciertos, la cual fue noblemente aceptada por el nuevo sello de Drudkh, Season Of Mist. La ausencia de cualquier tipo de información y comentarios por parte de Drudkh ha dado pie a que un puñado de ignorantes 'fans guerreros de Internet' se hayan dedicado a esparcir rumores de que la banda abraza ideologías políticas extremas. Esto es algo completamente falso y una total profanación, ya que no hay nada en la música o en las letras de Drudkh que sugiera un punto de vista político. Drudkh alaba el individualismo, la mejora de uno mismo y el aislamiento de los valores modernos."
Sin embargo, otros han definido su ideología como conservadurismo revolucionario, movimiento hostil tanto al nazismo como al comunismo, y además no existen referencias concretas al nazismo en su música o en sus letras. Es posible que el título de una de las canciones de su disco Sangre en nuestros pozos, que lleva por título Ejército Insurgente Ucraniano, en referencia al ejército de nacionalistas ucranianos que combatieron a la Wehrmacht y más tarde al Ejército Rojo durante la Segunda Guerra Mundial, se deba precisamente a la intención deliberada de desmarcarse del ambiente del black metal nazi.
A semejanza de otros grupos de black metal, en Drudkh han optado por blindarse de cara a la prensa y el público. Sus miembros no conceden entrevistas, y las letras de las canciones por lo general no han sido publicadas. Esta actitud se debe, según los indicios, al profundo desprecio que sienten por la industria musical y su modo de funcionamiento. Paradójicamente, por esta misma razón todo el material publicado por el grupo ha adquirido a ojos de sus seguidores un aura enigmática de la que de otra manera probablemente carecería.

## Trayectoria
Drudkh ha publicado cinco álbumes de estudio y un EP con el sello inglés de metal extremo Supernal Music. Todos ellos, con excepción del EP, han sido también publicados en vinilo a través de dos sellos finlandeses de black metal, Northern Heritage y Faustian Distribution.
El primer disco del grupo, Forgotten Legends (Leyendas olvidadas), salió a la luz el 23 de febrero de 2003. En él toma forma por vez primera el sonido épico característico del grupo, que se puede percibir en todos los trabajos posteriores. Está compuesto por tres temas, más un epílogo de unos cuatro minutos. La canción más larga, que lleva por título False Dawn (Falso amanecer), supera el cuarto de hora de duración. Tanto el propio sonido como la atmósfera creada han sido elogiosamente emparentadas por muchos con los de los discos de Burzum.
A este debut siguió un segundo álbum llamado Autumn Aurora (La aurora otoñal) el 28 de noviembre de 2004, que profundiza en el mismo tipo de ambientación y atmósfera, pero se distingue de su predecesor por la novedosa incorporación de Sintetizadores y teclados. Se ha dicho que Autumn Aurora es el mejor disco de Drudkh, pero recientemente el título le empieza ha disputado por Blood in Our Wells.
The Swan Road (El camino de los cisnes), tercer álbum publicado el 14 de marzo de 2005, marcó un hito en varios sentidos. Se trata del primer disco de Drudkh que incorpora las letras, todas ellas adaptaciones o reproducciones de poemas de Taras Shevchenko. Además de la poesía de Shevchenko, el material en conjunto supone un giro pronunciado hacia un discurso nacionalista, que proseguiría en el siguiente disco. La atmósfera musical aumenta en contundencia, adquiriendo la batería un papel más prominente y agresivo, lo que ha llevado a algunos seguidores del grupo a calificar el álbum como «el disco más furioso de Drudkh». A pesar de esto último, en general The Swan Road gozó de una acogida favorable.
El 23 de marzo de 2006, Drudkh saca a la luz Blood in Our Wells (Sangre en nuestros pozos), de nuevo a través de Supernal Music. En este disco, cuatro poemas de sendos ilustres exponentes de la poesía en lengua ucraniana de los siglos XIX y XX hacen las veces de letras. Musicalmente, aparece en este álbum cierta influencia del rock progresivo y una presencia creciente de solos característicos del heavy metal clásico, empleados de forma bastante original, pues estos se encuentran al principio de las canciones y no a la mitad o hacia el final como es habitual. En varias canciones se emplean como introducción algunos samples del clásico del cine ucraniano Mamaj, lo que confiere al disco una noción de narración cinematográfica de la que carecen otros trabajos. Muchos seguidores opinan que este es el mejor álbum de Drudkh hasta la fecha.
El 19 de octubre del mismo año, Drudkh publica otro álbum, titulado Songs of Grief and Solitude (Canciones de dolor y soledad), que sorprendió a todos los seguidores del grupo por el cambio radical de registro. No se trata de un disco de black metal, sino de una relectura de canciones de sus álbumes previos en clave puramente folk, por lo que estamos ante un disco, bastante peculiar, de música tradicional ucraniana. Por ejemplo, la canción The Cranes Will Never Return Here (Las grullas nunca regresarán a este lugar) está basada en un riff del tema Solitude (Soledad) de Blood in Our Wells, y Archaic Dance (Danza arcaica) reproduce en un formato más breve la canción Glare of 1768 (La llama de 1768) incluida en The Swan Road.Songs of Grief and Solitude es exclusivamente instrumental, sin apenas ritmos de batería, cuya ausencia es cubierta por la presencia de flautas y otros instrumentos de viento, lo que para algunos oyentes supone un giro en la dirección de otros grupos más folk como los también ucranianos Kroda, de Dnipropetrovsk.
El 16 de abril de 2007, Supernal Music publicó Anti-Urban (Antiurbano/s), un vinilo de 10 pulgadas a 45 r. p. m. con canciones inéditas hasta entonces, disponible en exclusiva para clientes de Supernal. Este EP supone un regreso al sonido black metal primigenio del grupo, en su versión más minimalista, comparable al material de Forgotten Legends.
El 31 de agosto de 2007 se lanzó el LP con el título de Estrangement (Distanciamiento), previamente bautizado River of Tears (Río de lágrimas), este sexto disco de Drudkh, da otro giro en su corta pero rica carrera discográfica, volviendo a la idea de los primeros discos en una onda más burzumesca.
En 14 de junio de 2009 se lanzó su séptima publicación, Microcosmos. En esta ocasión, el disco fue distribuido por Season of Mist, bajo el sello Underground Activists, una vez el grupo dejó Supernal Music. Se lanzó tanto en edición digital, CD y una edición limitada especial con varios extras, como una camiseta y una edición digipak del disco.

## Miembros
- Roman Saenko, guitarra, bajo y voz (también en Hate Forest, Blood of Kingu y Dark Ages).
- Roman Blagih (alias Thurios), voz y teclista (también en Hate Forest y Astrofaes).
- Yuriy Sinitsky (alias Amorth), batería (también en Definition Sane, Astrofaes, Lucifugum, Thunderkraft, Underdark y Valhalla).

## Discografía
Álbumes de estudio
- 2003: Forgotten Legends - (Supernal Music)
- 2004: Autumn Aurora - (Supernal Music)
- 2005: Lebedynyy Shlyakh (The Swan Road) - (Supernal Music)
- 2006: Krov u nashykh Krynytsyakh (Blood in Our Wells) - (Supernal Music)
- 2006: Songs of Grief and Solitude - (Supernal Music)
- 2007: Estrangement - (Supernal Music)
- 2009: Microcosmos - (Season Of Mist)
- 2010: Handful of Stars - (Season Of Mist)
- 2012: Eternal Turn of the Wheel - (Season Of Mist)
- 2015: A Furrow Cut Short - (Season Of Mist)
- 2018: They Often See Dreams About the Spring - (Season Of Mist)

EP
- 2007: Anti-Urban - (Supernal Music)
- 2010: Slavonic Chronicles - (Season Of Mist)